# 阪急1200系電車
阪急1200系電車（はんきゅう1200けいでんしゃ）は、1956年に京阪神急行電鉄が導入した電車である。高性能車である1010系・1100系と同じ車体を新製し、主要機器を神宝線の在来車各形式から流用して製造された。全車とも宝塚線に投入された。
当時残存していた1形18両の代替が名目であるが、新造車両扱いとなった。1956年から1958年にかけてナニワ工機で製造され、全車2扉ロングシート車として竣工している。

## 主要機器
台車・電装品を旧型車両より複雑な入れ替えを実施した上で捻出した結果、台車は920系から、主電動機・制御機器など電装品は600形から捻出されている。
主電動機は600形に装架されていた芝浦SE-140（定格出力150kW）を転用し、1200形は各4基、1230形は各2基装架した。駆動装置は吊り掛け式で、歯数比は2.77である。
制御器は電空カム軸式制御器である芝浦PC-2Bを搭載する。これは本来920系の後期以降に採用されたものであり、捻出元となった600形へは主電動機交換の際に搭載されたものであった。
台車は、920系用の扶桑金属工業KS-33L(H-147)と、川崎車輌製川-16（1255-1257のみ）が流用された。1958年に1232・1233が製造される際にKS-33Lをこれらに転用するため、1250・1251の台車を汽車製造L-17に交換した。
ブレーキは、A動作弁+中継弁による台車ブレーキ方式のAR自動空気ブレーキを搭載した。昇圧時にHSC電磁直通ブレーキへ換装されている。

## 製造
920系以降の在来吊り掛け駆動車と同様の制御電動車(Mc)である1200形1200 - 1207と制御車(Tc)である1250形1250 - 1257の2形式16両が当初製造され、これらを組み合わせた2両編成が基本とされた。竣工は1010系・1100系より少し早い。
| ← 大阪宝塚 → | ← 大阪宝塚 → | 竣工      |
| Mc           | Tc           |           |
| 1200         | 1250         | 1956年8月 |
| 1201         | 1251         | 1956年8月 |
| 1202         | 1252         | 1956年9月 |
| 1203         | 1253         | 1956年9月 |
| 1204         | 1254         | 1957年1月 |
| 1205         | 1255         | 1957年1月 |
| 1206         | 1256         | 1957年8月 |
| 1207         | 1257         | 1957年8月 |

続いて1208Fの製造が計画されたが、設計を変更して中間電動車が製造された。形式は610系の中間電動車630形の経緯を踏まえて1230形とした。
| ← 大阪 | 竣工       |
| M      |            |
| 1230   | 1957年12月 |
| 1231   | 1957年12月 |
| 1232   | 1958年7月  |
| 1233   | 1958年7月  |

## 変遷

### 昇圧改造

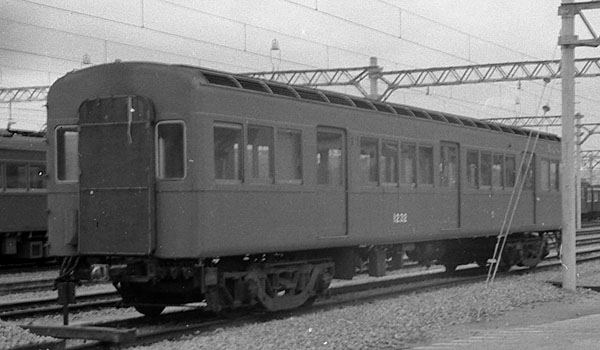
T化後の1232

昇圧後と同時にブレーキがAR自動空気ブレーキからHSC電磁直通ブレーキへ変更され、これにあわせてATS設置や長編成化に伴う不要な運転台の撤去と編成の組み換えが実施されている。また、中間電動車4両のうち1232と1233は中間付随車(T)化され、1230と1231は付随車化された1232・1233の発生品を流用して主電動機を4基搭載に増強された。

### 台車交換
昇圧後も台車の変更が行われ、1250・1252が川-16に、1253-1257がL-17に交換、さらに、1971年以降、1550形が廃車された際に発生した台車を再利用する形で、1253-1257の台車が扶桑金属工業製FS-3台車に再交換されている。また1232・1233は、付随車化当初はKS-33Lのままであったが、暫くしてL-17に変更されている。

## 運用
全車とも竣工時より宝塚線を中心に運用されたが、晩年は神戸線の支線でも使用された。京都線1300系の編成替えで余剰となった中間車の1350形2両（1351・1355）が宝塚線系に転籍して1200系編成に組み込まれ、7両編成を組成していた時期があった。
1982年より順次廃車され、1983年に全廃となった。